# ایست‌بورن
ایست‌بورن (به انگلیسی: Eastbourne) شهری در ساسکس کشور انگلستان است که این کشور خود بخشی از بریتانیا محسوب می‌شود. این شهر در سال ۱۹۹۱ میلادی ۹۴٫۷۹۳ نفر جمعیت داشته و در سرشماری سال ۲۰۰۱ جمعیت آن به ۱۰۶٫۵۶۲ نفر رسیده‌است. میزان رشد سالانهٔ جمعیت ایست‌بورن ‎۰٫۱۷ درصد می‌باشد و جمعیت این شهر در سال ۲۰۱۲ به ۱۰۸٫۶۲۷ نفر تغییر یافت.